# Octavio Cariello
Octavio Cariello (Recife, 1963) é um ilustrador, escritor e roteirista de história em quadrinhos brasileiro. Foi um dos fundadores da escola de artes Quanta Academia, ao lado de Marcelo Campos. É irmão de outro quadrinhista famoso, Sergio Cariello.

## Carreira
Começou a desenhar histórias em quadrinhos profissionalmente em 1981. Colaborou com a revista Semanário, recriando o personagem O Amigo da Onça, do ilustrador Péricles, sob roteiro de Jal.
Inferno, publicada na revista Metal Pesado, lhe rendeu o Troféu HQ Mix de melhor desenhista brasileiro de 1992. Publicou também na revista Animal.
É autor de várias histórias em quadrinhos publicadas nos Estados Unidos, entre elas as da série The Queen of the Damned (Innovation), Lovecraft (Malibu e Caliber Press) e Bloodchilde (Millenium). Para a DC Comics, desenhou aventuras dos personagens Deathstroke, Lanterna Verde e Black Lightning. Pela Marvel, publicou Logan: Shadow Society (do personagem Wolverine).
No Brasil, desenhou ainda histórias em quadrinhos de publicação independente, como Quebra-Queixo, e o Homem Cueca.
Escreveu um dos contos de terror que integram a coletânea O livro negro dos vampiros, publicada em 2007.
Editou a coletânea de contos Alterego, publicada em 2009, e escreveu o romance Tueris, publicado em 2012.
Cariello ilustrou a versão em histórias em quadrinhos da peça Rei Lear de William Shakespeare, sob roteiro de Jozz. Publicada em 2013.
Foi o roteirista do álbum de histórias em quadrinhos Portais, publicado em 2014, ilustrado por Pietro Antognioni.
Entre seus trabalhos como ilustrador estão seus desenhos para álbuns de figurinhas, como os dos grupos Casseta e Planeta e Mamonas Assassinas.